# Nyagikanga
Nyagikanga är ett vattendrag i Burundi.   Det ligger i provinsen Bururi, i den centrala delen av landet, 40 km sydost om huvudstaden Bujumbura.
Omgivningarna runt Nyagikanga är en mosaik av jordbruksmark och naturlig växtlighet. Runt Nyagikanga är det ganska tätbefolkat, med 172 invånare per kvadratkilometer.